# Chlaponice
Chlaponice jsou malá vesnice, část obce Drhovle v okrese Písek v Jihočeském kraji. Nachází se asi 2,5 kilometru východně od Drhovle. Chlaponice leží v katastrálním území Mladotice u Drhovle o výměře 5,14 km².

## Historie
První písemná zmínka o Chlaponicích pochází z roku 1411. V 17. století patřily k nedaleké Čížové. V roku 1654 zde bylo vedeno pět osazených usedlostí a dvě usedlosti byly pusté. Od roku 1686 do roku 1691 patřily Chlaponice k statku Bošovice. Po roce 1715 se společně s částí Čížovského panství staly součástí Drhovle.

## Obyvatelstvo
| Rok            | 1869 | 1880 | 1890 | 1900 | 1910 | 1921 | 1930 | 1950 | 1961 | 1970 | 1980 | 1991 | 2001 | 2011 | 2021 |
| -------------- | ---- | ---- | ---- | ---- | ---- | ---- | ---- | ---- | ---- | ---- | ---- | ---- | ---- | ---- | ---- |
| Počet obyvatel | 176  | 173  | 161  | 154  | 159  | 141  | 128  | 80   | 74   | 64   | 44   | 36   | 38   | 27   | 40   |
| Počet domů     | 25   | 26   | 26   | 26   | 26   | 25   | 26   | 26   | 26   | 21   | 16   | 16   | 30   | 30   | 33   |

## Obecní správa
Při sčítání lidu v letech 1850–1962 Chlaponice byly osadou obce Mladotice v okrese Písek. Od roku 1963 jsou částí obce Drhovle v okrese Písek.

## Pamětihodnosti
- Výklenková kaple u staré silnice na Dobešice, nedaleko od vesnice, u staré hospody U sluníčka. Tato kaple je vedená v Seznamu kulturních památek v okrese Písek.[8]
- Vedle této kaple roste památná lípa.
- Návesní kaple se nachází v jižní části návsi.[9]
- Před kaplí se nachází kamenný pomník obětem první světové války. V horní části je tento nápis: VE VÁLCE SVĚTOVÉ PADLÝM VOJÍNŮM Z CHLAPONIC a špatně čitelný letopočet. V střední části je na kamenné desce pomníku umístěno šest oválných podobenek se jmény padlých spoluobčanů. Oba spodní nápisy pod deskou jsou zpola čitelné.
- U hlavní silnice se nalézá vysoký kamenný kříž.
- V Seznamu kulturních památek v okrese Písek jsou v Chlaponicích vedené venkovské usedlosti čp. 3 (ve střední části vsi) a chalupnická usedlost čp. 16 v severní části vesnice. U čp. 3 se dochovala sýpka s hladkým křídlovým štítem.[4] U usedlosti čp. 8 je památkově chráněná klenutá brána s brankou a špýchárek s křídlovým štítem. Usedlosti lemují místní náves. Od roku 1994 jsou Chlaponice pro svůj soubor zděné lidové architektury (převážně z 19. století) vedeny jako památkové ochranné pásmo.[4]

## Galerie

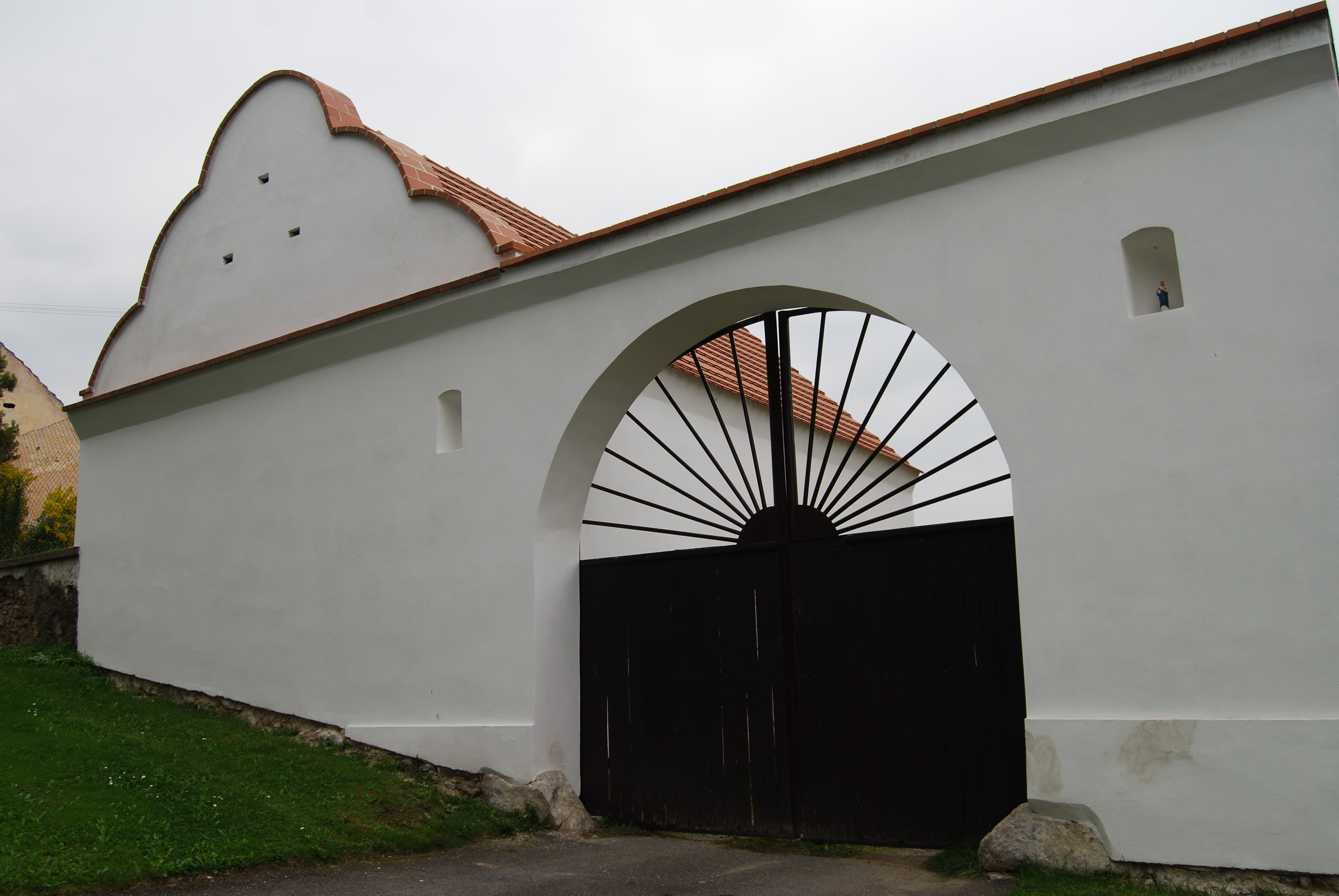
Brána a špýchar u sedlosti čp. 8
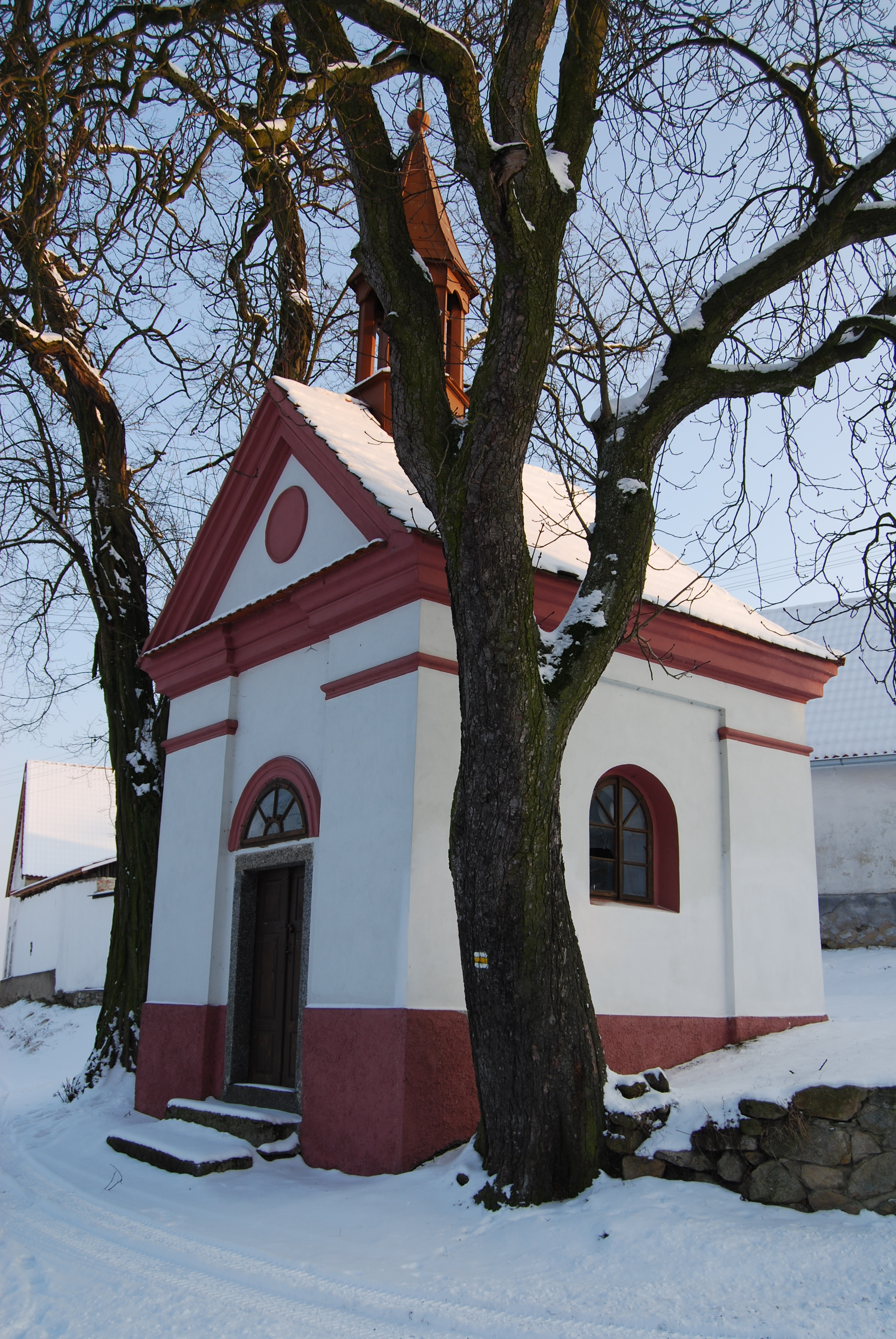
Návesní kaple
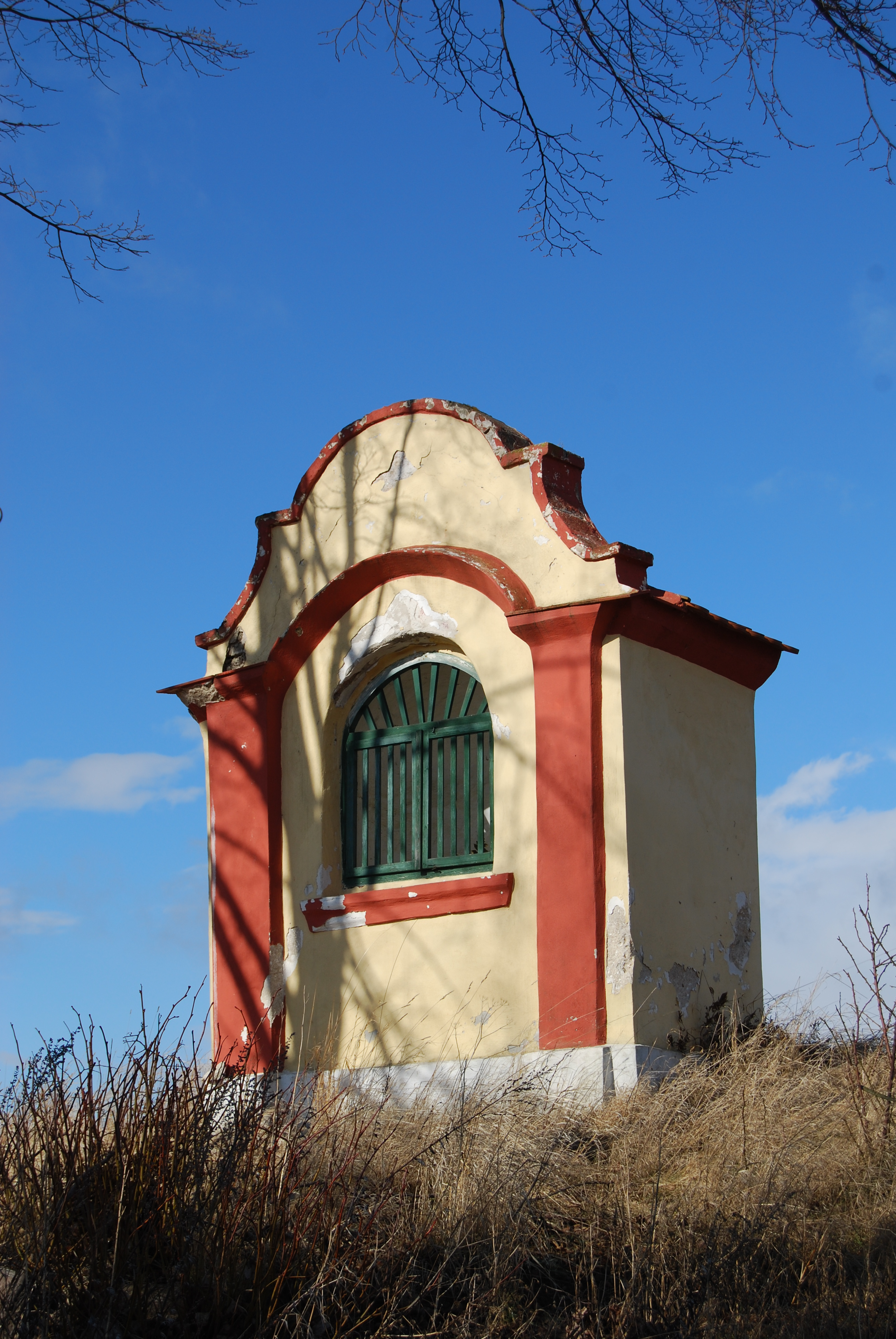
Výklenková kaple
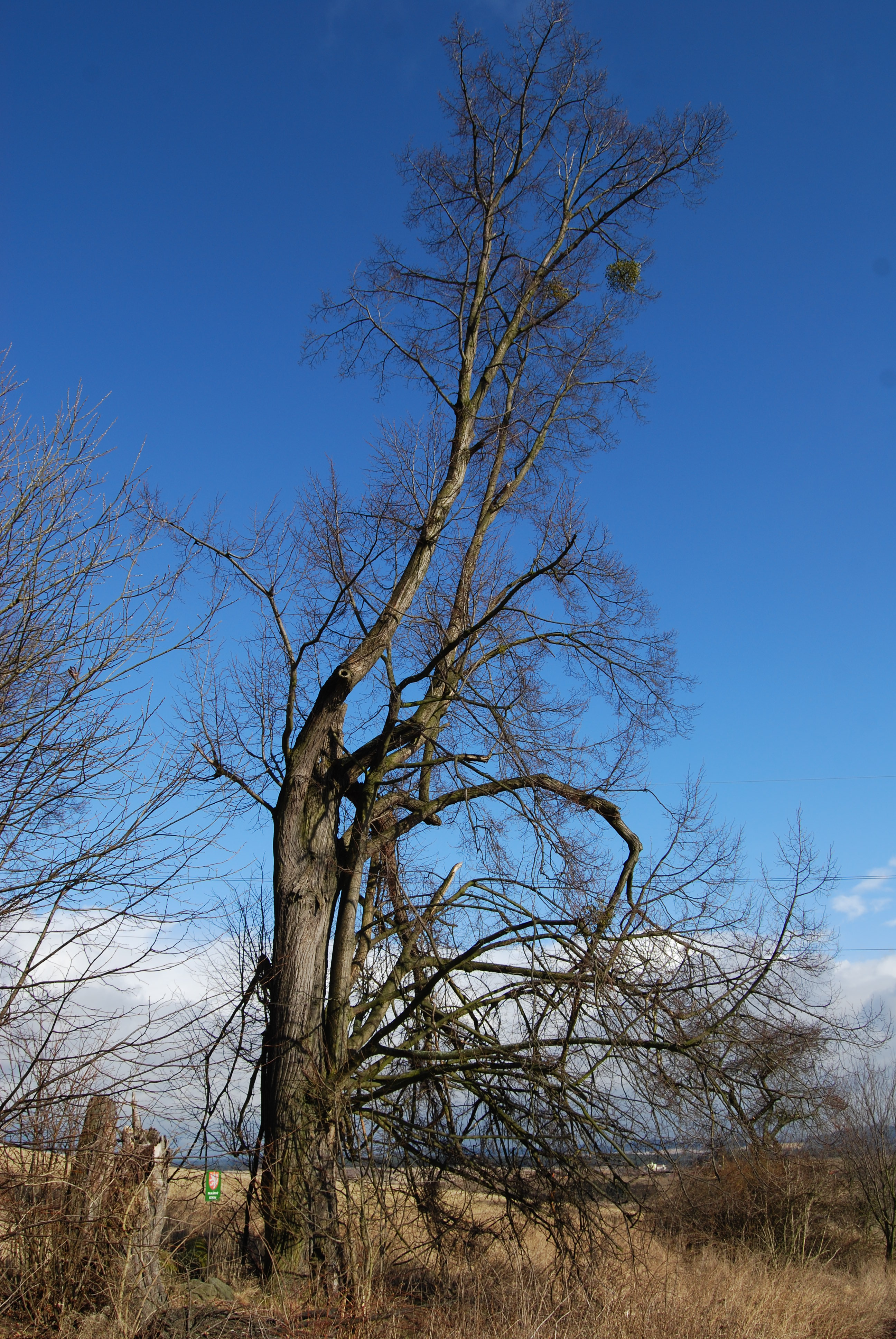
Památný strom